# Eagle Den Junlaphan
Eagle Den Junlaphan est un boxeur thaïlandais né le 4 décembre 1978 à Phichit.

## Carrière
Passé professionnel en 2000, il devient champion du monde des poids pailles WBC le 10 janvier 2004 après sa victoire aux points contre Jose Antonio Aguirre. Den Junlaphan conserve son titre face à Satoshi Kogumazaka puis est battu au 4e round par Isaac Bustos le 18 décembre 2004. Il redevient champion WBC des poids pailles aux dépens de Katsunari Takayama le 6 août 2005 mais perd définitivement son titre le 29 novembre 2007 contre Oleydong Sithsamerchai. Il met un terme à sa carrière après ce combat sur un bilan de 18 victoires et 2 défaites.